# Myopegma melanesium
Myopegma melanesium är en sjöpungsart som beskrevs av Monniot, F. 2003. Myopegma melanesium ingår i släktet Myopegma och familjen Octacnemidae. Inga underarter finns listade i Catalogue of Life.